# Geografia Kenii

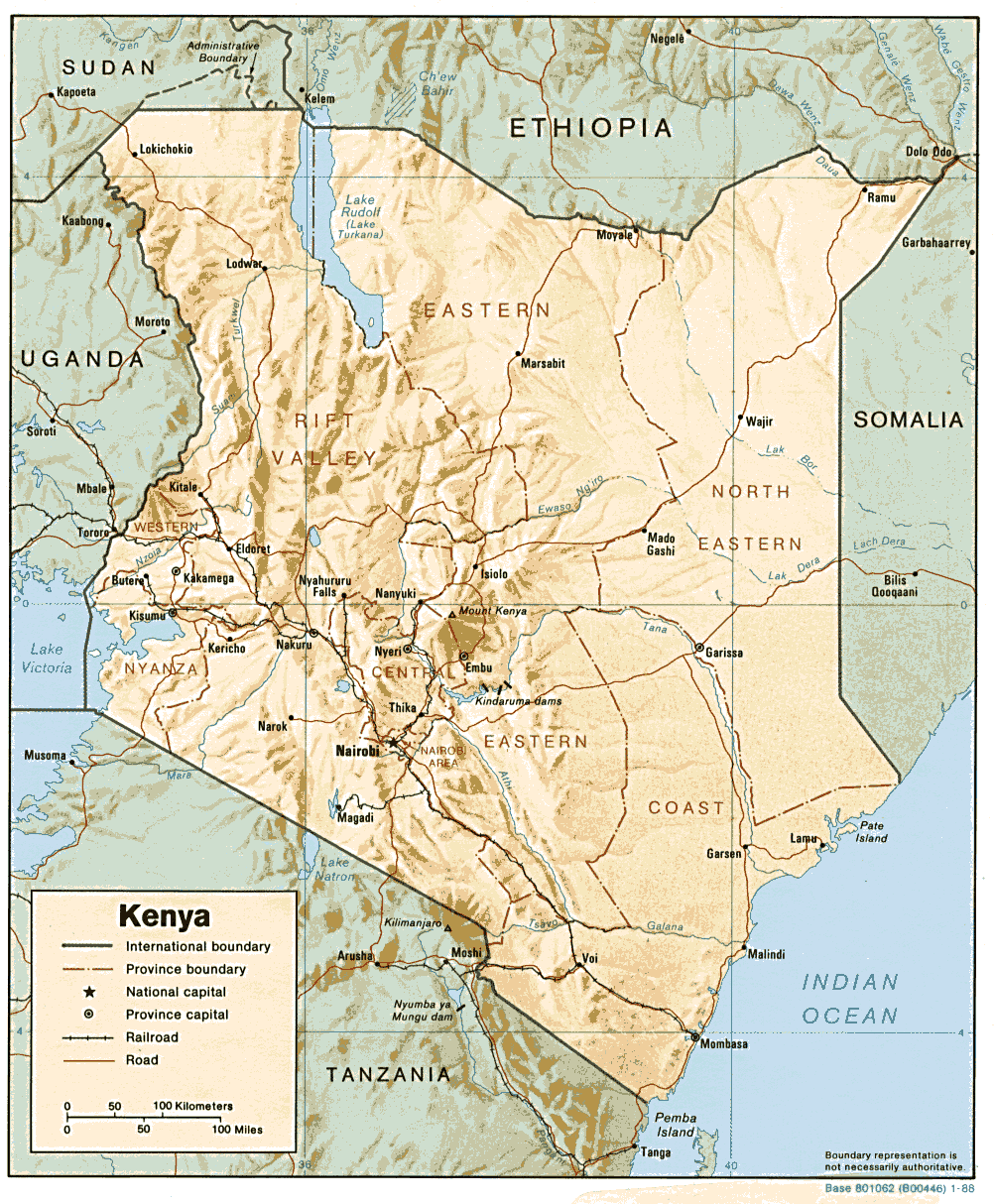
Mapa Kenii

Kenia jest krajem położonym w Afryce Wschodniej, nad Oceanem Indyjskim. Na terenie Kenii znajduje się rezerwat narodowy Masai Mara, który jest przedłużeniem tanzańskiego parku narodowego Serengeti.
Kraj znajduje się po obu stronach równika i kształtem jest zbliżony do pięciokąta. Do roku 1963 był kolonią brytyjską, rok później stał się republiką. Początkowo był to kraj bogaty i lider Afryki w dziedzinie rozwoju. Obecnie jest to jedno z uboższych państw świata. Główne źródło dochodów budżetu stanowi turystyka.

## Powierzchnia i granice
Powierzchnia kraju - 582 646 km²
Skrajne punkty: południowy – 4°40'S, północny – 4°37'N, zachodni – 34°05'E, wschodni – 41°36'E. Przeciętna szerokość kraju wynosi 710 km, a długość 730 km.
Kenia graniczy z następującymi państwami:
- Etiopia – 830 km
- Somalia – 682 km
- Sudan Południowy – 232 km
- Tanzania – 769 km
- Uganda – 933 km

Długość linii brzegowej wynosi 536 km.

## Budowa geologiczna i rzeźba

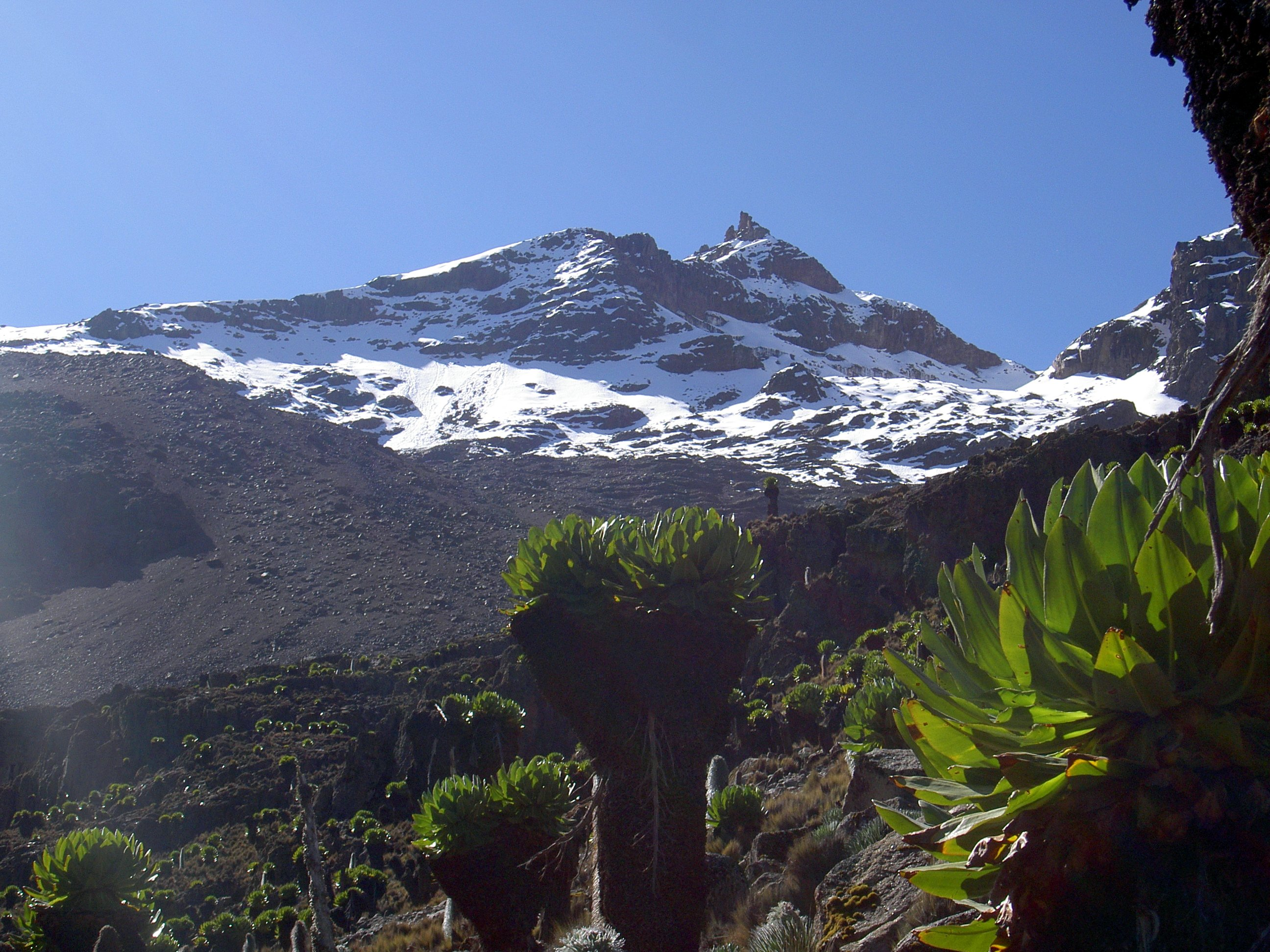
Góra Kenia

Większość powierzchni Kenii obejmuje północno-wschodnia część krystalicznej Wyżyny Wschodnioafrykańskiej. Na południowym zachodzie kraju wznosi się ona na wysokość 2500 m n.p.m. Są to Mau Hills. Wyżyna ta opada ku północnemu wschodowi do wysokości około 600 m n.p.m. Wyżyna ta rozcięta jest południkowo przez Wielki Rów Wschodni pochodzenia tektonicznego. Ma on na obszarze Kenii szerokość od 50 do 70 km, a głębokość do 900 m. W jego sąsiedztwie znajdują się dwa wielkie masywy wulkaniczne. Góra Kenia, będąca najwyższym szczytem kraju, ma wysokość 5119 m n.p.m. Drugim jest Mount Elgon, przecięty granicą z Ugandą, mający wysokość 4321 m n.p.m.
Kenia jest w większości krajem wyżynnym, gdzie na rzeźbę terenu składają się wspomniane masywy, a także wzniesienia i płaskowyże. Ta część Wyżyny Wschodnioafrykańskiej, na którą składają się wyżyny oraz płaskowyże położone w Kenii po obu stronach rowu tektonicznego nazywana bywa Wyżyną Kenijską. Przeciętna wysokość terenu waha się od 1000 do 2000 m n.p.m. Południowa granica kraju przebiega w pobliżu tanzańskiej góry Kilimandżaro.
Obszary wyżej wymienione, które są częścią Wyżyny Wschodnioafrykańskiej, pochodzą z prekambru. Są zbudowane z gnejsów, kwarcytów i granitów. Wielki Rów Wschodni uformował się w trzeciorzędzie. Jego powstaniu towarzyszyła silna aktywność wulkaniczna i sejsmiczna. Dziś śladem dawnych okresów, oprócz samego rowu, są źródła termalne i miejscami wydobywający się gaz. Dno rowu, jego obrzeża oraz sąsiadujące z nim masywy i płaskowyże pochodzą z trzeciorzędu. Zbudowane są zaś z wulkanicznych utworów, takich jak bazalty i tufy.
Około jednej czwartej terytorium Kenii to tereny nizinne. Stanowi je wschodnia część kraju wraz z obszarami nadbrzeżnymi do 200 km w głąb kraju w północnej części i do 50 km na południu. Nizinne tereny zbudowane są z osadów pochodzących z czwartorzędu. Powierzchnia krystalicznego trzonu Wyżyny Wschodnioafrykańskiej jest wyrównana i lekko falista. Obszary wyżynne i płaskowyże porozcinane są dolinami rzek.

## Klimat
Cała Kenia leży w klimacie podrównikowym. Większość państwa znajduje się pod wpływem jego suchej odmiany, tylko południowo-zachodnia część jest wilgotna. Ten skrawek kraju cechuje się długą, półroczną porą deszczową i dużymi opadami. Średnio jest to 1500 mm rocznie, a w pobliżu Jeziora Wiktorii opady wynoszą około 2000 mm. Dosyć wilgotna jest strefa nadbrzeżna, zwłaszcza samo wybrzeże Oceanu Indyjskiego. Średnie opady w ciągu roku wynoszą około 1000 mm. Występują tam dwie pory deszczowe. Pierwsza w marcu i kwietniu, a druga we wrześniu i październiku. Na północ i północny wschód od Jeziora Wiktorii klimat staje się coraz bardziej suchy. Na północnym wschodzie opady maleją do około 300 mm rocznie. Tereny na zachodzie są nieco wilgotniejsze – około 500 mm rocznie.
Generalnie temperatury są wysokie. Obszary poniżej 1000 m n.p.m. charakteryzują się średnimi temperaturami rocznymi powyżej 22 °C. W czasie pory suchej, zwłaszcza bezpośrednio przed nastaniem opadów, jest upalnie, powyżej 30 °C. Po deszczach ochładza się, by po kilku tygodniach powietrze znów zaczęło się nagrzewać. Najgoręcej jest na wschodzie, na pobrzeżu. Średnio jest to od 24 °C w marcu do 28 °C w lipcu. Temperatury obniżają się w kierunku zachodnim i południowo-zachodnim, co jest związane z wysokością nad poziomem morza. W górach i na płaskowyżach występują piętra klimatyczne. Temperatury obniżają się do 14–18 °C. Nad Jeziorem Wiktorii temperatury ponownie rosną, osiągając wartość od 22 do 24 °C.
W najwyższych partiach gór (Kenia i Elgon) jest zimno, temperatury przez cały rok nie osiągają wartości 10 °C. Często zdarzają się przymrozki, wyższe partie gór pokryte są śniegiem. Granica wiecznego śniegu występuje na wysokości 4500 m n.p.m. Szczyt Kenii miejscami jest pokryty niewielkimi lodowcami.

## Wody

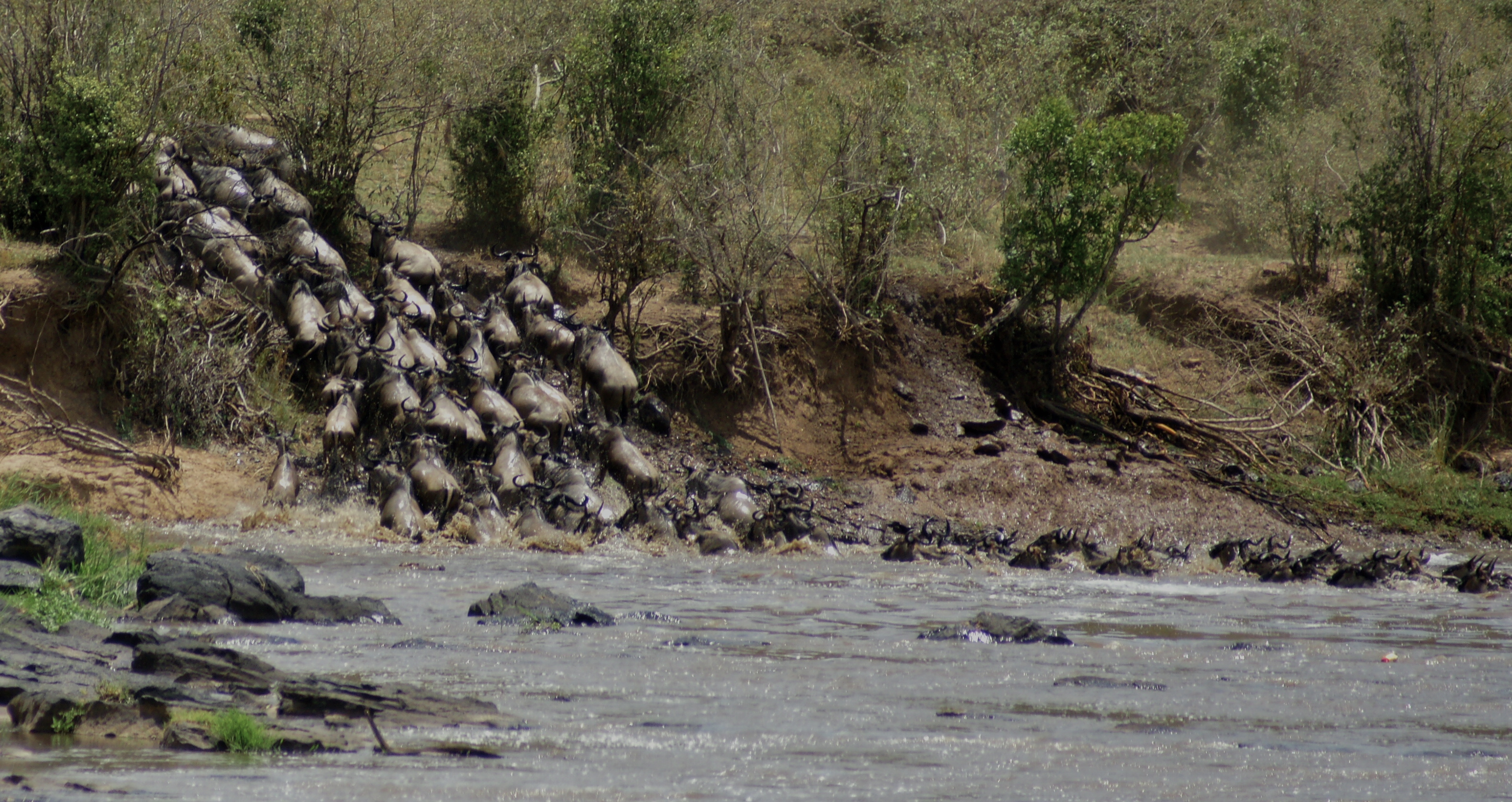
Antylopy gnu na rzece Mara

Sieć wód jest zróżnicowana, co jest spowodowane ukształtowanie terenu i klimatem. Kenia zajmuje części dwóch zlewisk i obszaru bezodpływowego. Wschodnia połać należy do zlewiska Oceanu Indyjskiego. Z wyżyn spływają dwie główne rzeki o stałym ustroju wód – są to Tana i Galana. Dopływy tych dwóch rzek wysychają w porze suchej. Południowo-zachodnia część Wyżyny Kenijskiej odwadniana jest do Jeziora Wiktorii. Oznacza to, że za pośrednictwem Nilu, rzeki płynące z tego obszaru należą do zlewiska Morza Śródziemnego. Obszary na północny i na północnym wschodzie oraz wnętrze Wielkiego Rowu Wschodniego są bezodpływowe. Na obszarach tych leży Jezioro Rudolfa i jezioro Natron oraz bagna Lorian.
Północno-wschodnia część Jeziora Wiktorii należy do Kenii, a zatoka Witnam wcina się w terytorium tego państwa. Wielki Rów Wschodni jest wypełniony szeregiem jezior, w większości słonowodnych. Jednym z nich i największym jest wyżej wspomniane Jezioro Rudolfa, podzielone granicą z Etiopią. Natron jest zaś jeziorem granicznym z Tanzanią. Jeziora Magadi i Baringo są słodkowodne.

## Gleby
Kenijskie gleby cechują się dużą żyznością, a co za tym idzie – przydatnością rolniczą. Mimo to grunty orne zajmują jedynie 3% powierzchni kraju. W rejonie Wielkiego Rowu Wschodniego i na otaczających go płaskowyżach lawowych oraz na stokach gór Elgon i Kenia uformowały się żyzne czerwonoziemy – nitosole. Dużą przydatnością dla rolnictwa cechują się także czarne tropikalne gleby – wertisole. Te zaś pokrywają obszary nad Jeziorem Wiktorii. W dolinie Tany można spotkać fluwisole, które także są żyzne. Reszta kraju, czyli obszary wschodnie i północno-wschodnie oraz północne, są pokryte glebami nieurodzajnymi. Wschodnia cześć jest zdominowana przez gleby ferralitowe. Północno-wschodnie tereny, które mają półpustynny charakter, są pokryte yernosolami i sołonczakami. Północną część Wielkiego Rowu Wschodniego reprezentują takie gleby jak szare kserosole i gleby inicjalne – regosole. Oba rodzaje gleb są nieurodzajne i nieprzydatne dla rolnictwa.

## Flora

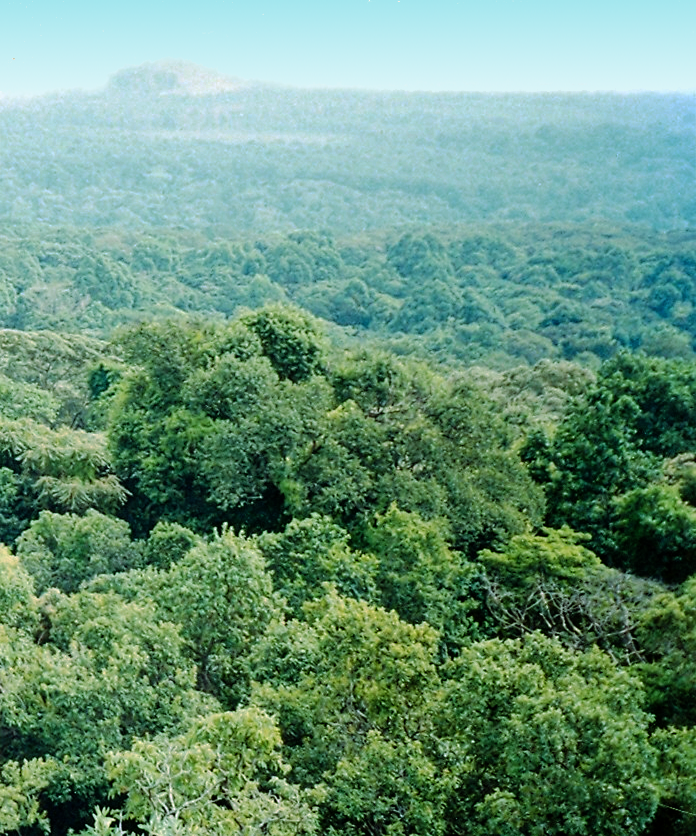
Lasy we wschodniej Kenii

Szata roślinna jest bardzo zróżnicowana. W Kenii występują co najmniej dwa podstawowe typy sawann. Sawanny wysokotrawiaste, choć są to tereny rzadziej porośnięte, występują na południu i na południowym zachodzie kraju. Są rejony z wysokogórską roślinnością tropikalną, w tym górskimi lasami. Większość tych lasów zrzuca liście w porze suchej. Suche sawanny pokrywają dość duży procent powierzchni kraju, często występując na obszarach półpustynnych. Północne i północno-wschodnie terytoria Kenii reprezentują skrajnie suche odmiany sawann. Ogólnie cała północna, a nawet środkowa część kraju to mozaika suchych sawann i miejscami terenów sahelskich. Jedynie wybrzeże pokryte jest wiecznie zielonymi lasami równikowymi, a miejscami występują namorzyny. W górach roślinność układa się piętrami. Można tam spotkać m.in. gaje bambusowe, a wysoko w górach roślinność afroalpejską.
Pod względem gatunkowym roślinność kenijska jest bardzo zbliżona do roślinności tanzańskiej czy też ugandyjskiej. Powszechne są akacje, rosnące przeważnie na sawannach. Wyróżnia się około 40 gatunków tych drzew, których charakterystyczną cechą są długie kolce. Na sawannach występują także baobaby. Powszechne, zwłaszcza na wybrzeżu, są palmy, które rosną także w lasach tropikalnych. Palmy występują także w miastach, jako sztucznie nasadzane drzewa, pełniące rolę zieleni miejskiej. Lasy tropikalne są zdominowane przez eukaliptusy i hebanowce. Obszary suche pokrywają sukulenty, głównie aloesy i agawy.

## Fauna

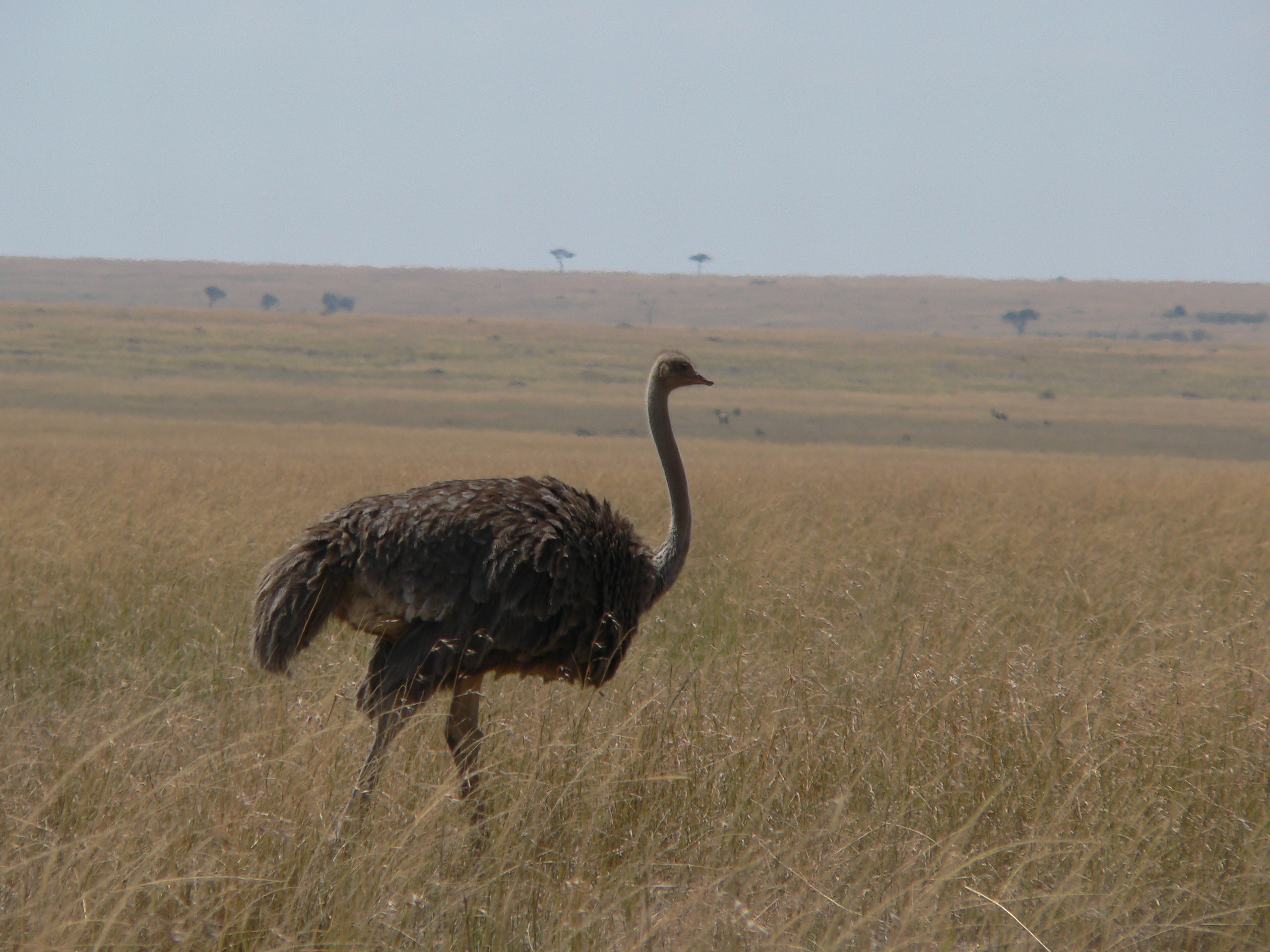
Struś w Masai Mara

Kenia jest krajem bardzo znanym na świecie pod względem bogactwa gatunkowego zwierząt. Kenijskie sawanny prezentują szeroki wachlarz afrykańskich zwierząt. W kraju łącznie żyje 309 gatunków ssaków i 1 067 gatunków ptaków. Do najbardziej znanych ssaków należą wielkie koty, szczególnie gepard, lampart i lew. Duże ssaki roślinożerne reprezentują słonie, bawoły i nosorożce. Do mniejszych gatunków warto zaliczyć powszechnie występujące ssaki kopytne, takie jak antylopy czy gazele. Pospolicie występują także hieny, szakale i wiele gatunków drobnych zwierząt. Wśród ptaków powszechnymi gatunkami są sępy, strusie i flamingi.

## Ochrona przyrody
Pomimo dużej różnorodności gatunkowej wiele gatunków zwierząt jest zagrożonych wyginięciem. Przyczyną jest działalność człowieka, pod różnymi postaciami, głównie polowania safari, urządzane od czasów kolonialnych. Obecną przyczyną jest kłusownictwo, z którym rząd Kenii walczy od wielu lat.
Kraj dokłada wszelkich starań na rzecz ochrony przyrody. Kenia szczyci się dużą liczbą obszarów chronionych. Około 6%, czyli ponad 30 tysięcy km² powierzchni kraju, to parki narodowe i rezerwaty. W Kenii istnieje 36 parków narodowych, a jednym z najbardziej znanych jest Masai Mara w południowo-zachodniej części kraju; na jego terenie występują takie zwierzęta, jak antylopy, lwy i lamparty. Park Narodowy Jeziora Nakuru jest niezwykłym obszarem chronionym, bo stanowi największe na świecie skupisko flamingów. Rząd Kenii uznał swoje parki narodowe za jedne z największych bogactw biosfery. Jednym z ewenementów prawnych jest fakt, że zabicie dzikiego zwierzęcia jest nielegalne nawet wtedy, gdy to atakowało człowieka.